# Opération Panzerfaust
Pour les articles homonymes, voir Panzerfaust (homonymie).
Seconde Guerre mondiale
Batailles
Front de l’Est

Prémices :
- Campagne de Pologne
- Guerre d’Hiver

Guerre germano-soviétique :
- 1941 : L'invasion de l'URSS

- Opération Barbarossa

Front nord : 
- Guerre de Continuation
- Opération Silberfuchs
- Siège de Léningrad

Front central : 
- 2e bataille de Brest-Litovsk
- Bataille de Białystok–Minsk
- 1re bataille de Smolensk
- Bataille de Kiev

Front sud : 
- Siège d'Odessa
- Campagne de Crimée

- 1941-1942 : La contre-offensive soviétique

Front nord : 
- Poche de Demiansk
- Poche de Kholm

Front central : 
- Bataille de Moscou

Front sud : 
- Seconde bataille de Kharkov

- 1942-1943 : De Fall Blau à 3e Kharkov

Front nord : 
- Offensive de Siniavino
- Opération Iskra
- Bataille de Krasny Bor
- Opération Poliarnaïa Zvezda

Front central : 
- Opération Mars

Front sud : 
- Bataille du Caucase (opération Fall Blau)
- Bataille de Stalingrad
- Opération Uranus
- Opération Saturne
- Offensive d'Ostrogojsk-Rossoch
- Offensive de Voronej-Kastornoe
- Opération Gallop
- Opération Étoile
- Troisième bataille de Kharkov

- 1943-1944 : Libération de l'Ukraine et de la Biélorussie

Front central : 
- 2e bataille de Smolensk
- Opération Bagration

Front sud : 
- Bataille de Koursk
- Bataille du Dniepr
- Offensive Dniepr-Carpates
- Offensive de Crimée
- Offensive de Lvov-Sandomir

- 1944-1945 : Campagnes d'Europe centrale et d'Allemagne

Allemagne : 
- Offensive Vistule-Oder
- Offensive de Poméranie orientale
- Siège de Breslau
- Offensive de Prusse-Orientale
- Bataille de Königsberg
- Bataille de Seelow
- Bataille de Bautzen
- Bataille de Berlin
- Capitulation allemande

Front nord et Finlande : 
- Guerre de Laponie
- Offensive Leningrad-Novgorod
- Bataille de Narva

Europe orientale : 
- Opération Margarethe
- Insurrection de Varsovie
- Soulèvement national slovaque
- Opération Panzerfaust
- Bataille de Budapest
- Opération Frühlingserwachen
- Offensive de Vienne
- Insurrection de Prague
- Offensive de Prague
- Bataille de Slivice

Front d’Europe de l’Ouest

Campagnes d'Afrique, du Moyen-Orient et de Méditerranée

Bataille de l’Atlantique

Guerre du Pacifique

Guerre sino-japonaise

Théâtre américain
L'opération Panzerfaust (en allemand : Unternehmen Eisenfaust) également connue sous le nom d'opération Mickey Mouse, était une opération militaire visant le maintien du royaume de Hongrie aux côtés de l'Axe pendant la Seconde Guerre mondiale. Elle fut menée en octobre 1944 par la Wehrmacht, en réaction aux négociations secrètes menées par le régent Miklós Horthy en vue de la reddition de son pays. Adolf Hitler craint alors que le retrait hongrois fragilise les positions allemandes en Europe du Sud-Est (où 1 million de soldats allemands se battent toujours contre l'armée rouge), alors que les royaumes de Roumanie et de Bulgarie se sont rangés aux côtés de l'Union soviétique pendant l'été. l'Union soviétique qui occupe déjà militairement 16 comitats hongrois sur 44 à la veille de l'opération Panzerfaust.

## Opérations
Pour ce faire, Otto Skorzeny et ses hommes vont donc tenter d'enlever le fils du régent, Miklós Horthy fils (en), qui influençait largement son père quant à la reddition face à l'Armée rouge. 
Otto Skorzeny avait prévu qu'après la capture de son fils, l'amiral Horthy se soumettrait, afin de sauver son fils. 
Or, l'opération ayant été effectuée avec succès, elle produira l'effet inverse : Horthy dénonce alors ouvertement l'enlèvement de son fils par des commandos allemands.

## Précédent
Il s'agit d'une redite de l'opération Margarethe qui, en mars 1944, avait vu la Hongrie être envahie par l'Allemagne, sans toutefois que Horthy ne soit déposé.